# 五公祠
五公祠位于中国海南省海口市琼山区国兴街道海府路，占地约66000平方米，是一处融古建筑、古遗址、园林为一体的旅游风景区。主要由海南第一楼（五公祠）、观稼堂、学圃堂、苏公祠、两伏波祠、洞酌亭、洗心轩、浮粟泉、粟泉亭和琼园，五公祠陈列馆等等建筑、遗迹组成。自北宋大文豪苏东坡在此“指双泉”开始，这里便成为崇拜先贤、教育后人的地方，素有“琼台胜景”的美誉。 
“五公”是指唐宋两代被朝廷贬到海南的五位历史名臣，即唐朝宰相李德裕、宋朝宰相李纲、赵鼎及大学士李光、胡铨。他们万里投荒，不易其志，为海南岛的文化教育、经济的发展做出了不朽的贡献。海南人民历代建祠祭祀他们。清光绪十五年（1889年），雷琼道道台珠采修建海南第一楼纪念“五公”，故名五公祠，后来便以五公祠称呼海南第一楼及其周围一组古建筑。
苏公祠是为纪念苏东坡而建，1097年，苏东坡被贬来琼，在此指导人民开双泉，三年后北还途中，命名“浮粟泉，题泉上亭名洞酌亭，此处便留有“苏东坡读书处”遗迹，后改为“东坡书院”。院内修祠，供东坡画像，名苏公祠。
西汉前伏波将军路博德、东汉后伏波将军马援，平定海疆，海南从此归入中国版图。两伏波祠正是为纪念他们的英雄业绩而建。
出苏公祠，绕湖心小岛，过拱桥便是规模宏大的五公祠陈列馆，馆内陈列五公祠史迹，海南历史文物等展览。